# Мияке (округ)
Округ Мияке (яп. 三宅支庁 Миякэ-ситё:) — округ в составе Токио.
Территория округа состоит из нескольких островов в составе архипелага Идзу. К юрисдикции округа относятся следующие населённые пункты:
- Село Мияке на острове Мияке,
- Село Микурадзима на острове Микура

В связи с тем, что в 1920 году острова Миякедзима и Микурадзима были покинуты населением, с 1926 года они были подчинены округу Осима. В 1943 году округ Мияке был выделен из округа Осима в самостоятельную административную единицу.
В сентябре 2000 года из-за извержения вулкана остров Миякедзима был полностью эвакуирован, населению было разрешено туда вернуться лишь в феврале 2005 года.